# Логинов, Михаил Фёдорович
Михаил Фёдорович Логинов — военный капельмейстер, коллежский асессор. Православный.

## Биография
В 1882 году был определён стипендиатом Морского ведомства для обучения в Петербургской консерватории Императорского Русского музыкального общества (Санкт-Петербургская консерватория имени Н. А. Римского-Корсакова) по классам гобоя и дирижирования, которую окончил в 1885 году с отличием («одним из лучших» — цитата из документа), получив диплом «свободного художника». В 1886 году поступил на службу в Морской флот (первоначально — в Морской кадетский корпус).
В 1889 и 1890 годах в качестве помощника капельмейстера сопровождал цесаревича Николая Александровича (будущий император Николай II) в путешествии по Средиземному морю (Память Азова (крейсер)). С 1886 по 1896 год участвовал в плаваниях по Балтийскому морю на фрегате «Светлана», состоял в должности капельмейстера на судах Тихоокеанской эскадры и Средиземноморского отряда: на эскадренном броненосце «Император Николай I», на крейсерах 1-го ранга «Память Азова», «Дмитрий Донской» и «Владимир Мономах». С 1893 по 1896 год находился в кругосветном плавании, в начале которого, во время пребывания во Франции, был награждён Почётным дипломом Французского музыкального общества в Авиньоне (за издание собственных музыкальных сочинений).
В 1896 году Логинов М. Ф. был принят на должность военного капельмейстера в Малоярославский 116-й пехотный полк; совмещал службу военным дирижёром с преподаванием в гимназии и композиторской деятельностью; в 1911-м — переведён в 4-й стрелковый Императорской фамилии лейб-гвардии полк, с которым в апреле 1914 года отправился на фронт (Первая мировая война). В том же году получил чин Коллежского асессора и два ордена за отличия в делах против неприятеля. В марте 1915 года был контужен и отправлен на лечение в Петроград.
В 1918 году участвовал в формировании военно-полевого подвижного госпиталя, с которым в 1919 году отправился на Туркестанский фронт.
В начале 20-х годов, находясь в Оренбурге, Логинов М. Ф. организовал несколько музыкальных коллективов: оперу, оркестр драматического театра и симфонический оркестр, которым лично дирижировал. После возвращения в Ленинград (1925 год) занимался организацией самодеятельных духовых оркестров (в том числе оркестра беспризорников), хотя основным местом службы являлась 2-я артиллерийская дивизия (вольнонаёмный полковой и дивизионный капельмейстер).
В 1935 году Логинову М. Ф. было присвоено звание «Почётный художник». Во время Великой Отечественной войны почти всю блокаду пережил (вместе с супругой) в Ленинграде.
Умер в апреле 1945 года в эвакуации (Куйбышев).Брат Фёдора Фёдоровича Логинова (10.02.1871), капельмейстера, музыканта.Сын Ф.Ф.Логинова - Логинов, Евгений Фёдорович

Источники (общие):